# Readstown
Readstown è un comune degli Stati Uniti d'America, situato in Wisconsin, nella contea di Vernon.